# Zeca Diabo
Zeca Diabo é um personagem criado por Dias Gomes em 1942, na peça teatral de mesmo nome. Na juventude foi um cangaceiro, matador temido pelo povo de Sucupira, ingênuo e sem instrução, mas um homem de impulsos generosos. 
Devoto de Padre Cícero, a ele se referia como "Santo Padim Pade Ciço Romão Batista". Amava seu cavalo, Aladim, e tinha uma relação de subordinação e carinho com a mãe (interpretada na telenovela de 1973 por Carmen Célia e na série dos anos 1980 por Auriceia Araújo), a quem chamava de Santa Mãezinha. Era irmão de Mestre Ambrósio (interpretado por Angelito Mello) e Jaciara (interpretada por Valéria Amar), e pai de Eustórgio (interpretado por João Carlos Barroso).
Ansioso para inaugurar o cemitério da cidade fictícia de Sucupira, o prefeito Odorico Paraguaçu mandou seu secretário procurar pelo ex-cangaceiro para que ele o ajudasse neste intento, matando alguém, e para isso o nomeou delegado. Mas, quem acabou inaugurando o cemitério foi o próprio prefeito, ao ser assassinado por Zeca no dia da renúncia de Jango.